# Юзбеков, Ахмед Кадималиевич
Юзбеков Ахмед Кадималиевич — доктор биологических наук, профессор биологического факультета Московского Государственного Университета имени М. В. Ломоносова. Почетный работник высшего профессионального образования Российской Федерации.

## Биография
Родился в 1952 г. в селении Хив, Республики Дагестан. Отец — госслужащий, историк по образованию; мать — домохозяйка, занималась воспитанием шестерых детей.
1974 г. — окончил с отличием биолого-почвенный факультет Ленинградского (Санкт-Петербургского) государственного университета. Дипломная работа в конкурсе на лучшую выпускную квалификационную работу среди вузов Ленинграда удостоена Диплома I степени (Ленинград, 1974).
1979 г. — окончил аспирантуру при кафедре физиологии и биохимии растений Ленинградского университета, защитил кандидатскую диссертацию; присуждена учёная степень кандидата биологических наук.
1994 г. — окончил докторантуру в Институте физиологии растений и генетики АН Украины (г. Киев), защитил докторскую диссертацию; присуждена учёная степень доктора биологических наук.
1996 г. — присвоено учёное звание профессора.
1996 г. — удостоен звания действительного члена Нью-Йоркской академии наук за экспериментальное обоснование гипотезы о возможном механизме участия ферментов метаболизма С4-кислот в фотосинтезе растений различных экологических групп.
С 1996 г. — действительный член Международной академии наук экологии и безопасности жизнедеятельности Архивная копия от 24 марта 2020 на Wayback Machine.
1979—2005 гг. — работал в должностях научного сотрудника, доцента, профессора, заведующего кафедрой биологии, декана биологического факультета и проректора в вузах Санкт-Петербурга и Великого Новгорода (Санкт-Петербургский государственный университет; Балтийский университет экологии, политики и права; Новгородский государственный университет имени Ярослава Мудрого).
2005—2015 гг. — ведущий научный сотрудник кафедры общей экологии биологического факультета МГУ имени М. В. Ломоносова.
2015—2019 гг. — профессор кафедры общей экологии; в настоящее время — профессор кафедры экологии и географии растений биологического факультета МГУ имени М. В. Ломоносова Архивировано 9 сентября 2012 года..

## Научная деятельность
А. К. Юзбеков — признанный специалист в области экологии: исполнитель научно-исследовательских и опытно-конструкторских работ Росгидромета для государственных нужд в области гидрометеорологии и мониторинга окружающей среды по реализации целевой научно-технической программы «Научные исследования и разработки в области гидрометеорологии и мониторинга окружающей среды»; член Межведомственной рабочей группы по разработке проекта Указа Президента Российской Федерации «Об основах экологической политики Российской Федерации на период до 2030 года»; руководитель магистерской программы «Фундаментальная и системная экология» с преподаванием на английском языке в Университете МГУ-ППИ (КНР, г. Шэньчжэнь) Архивная копия от 20 сентября 2020 на Wayback Machine.
Сфера научных интересов: фотосинтетическая продуктивность лесных экосистем; анализ биогенных потоков парниковых газов; экологическая пластичность фотосинтетического метаболизма углерода С3-, С4- и ОКТ растений; экологический менеджмент и охрана окружающей среды; информационно-аналитические методы в региональных экологических исследованиях, связанных с влиянием загрязненного атмосферного воздуха на демографические процессы и состояние здоровья населения.
Автор более 140 научных и учебно-методических работ. Опубликованы две монографии: «Мониторинг потоков парниковых газов в природных экосистемах» Архивная копия от 11 ноября 2021 на Wayback Machine (в соавт., 2017), «Экономическое регулирование воздействий производственной деятельности на окружающую среду: проблемы и решения» Архивная копия от 11 ноября 2021 на Wayback Machine (2019). Имеет патенты с Международным участием в области охраны окружающей среды.